# بكاريس أريزوني
بكاريس أريزوني (الاسم العلمي:Baccharis arizonica) هو نوع من النباتات يتبع جنس البكاريس من الفصيلة النجمية.